# Daisy (Georgie)
Daisy je město v okrese Evans County, ve státě Georgie, ve Spojených státech amerických. V roce 2011 žilo ve městě 129 obyvatel.

## Demografie
Podle sčítání lidí v roce 2000 žilo ve městě 126 obyvatel, 53 domácností a 33 rodin. V roce 2011 žilo ve městě 63 mužů (48,8 %), a 66 žen (51,2 %). Průměrný věk obyvatele je 42 let (2011).